# Marsa al-Marach
Marsa al-Marach (arab. مرسى المراخ lub مرسى موراخ – trl. Marsá al Marākh/Marsá Murākh, trb. Marsa al-Marach/Marsa Murach; turystycznie zwana The Fjord) – mała zatoka Morza Czerwonego (Riwiera Morza Czerwonego) przy północno-zachodnim krańcu Zatoki Akaba we wschodniej części półwyspu Synaj. Leży w Egipcie, w muhafazie Synaj Południowy.
Zatoka położona jest około 15 km na południe od centrum miasta Taba, znajduje się w niej rafa koralowa.